# Metro v Rotterdamu
Metro v Rotterdamu (nizozemsky Rotterdamse metro) je síť metra a systém veřejné dopravy v nizozemském Rotterdamu a okolních obcích. Jedná se o nejstarší a nejrozsáhlejší síť metra v Nizozemsku, jakož i zemích Beneluxu. Metro přepraví 455 000 cestujících denně. Provozovatelem je společnost Rotterdamse Elektrische Tram (RET).
První linka s názvem Noord – Zuidlijn byla otevřena v roce 1968 a vedla ze stanice Rotterdam Centraal do stanice Zuidplein, přičemž překračovala Novou Mázu tunelem. Ve své době se jednalo také o jednu z nejkratších linek metra na světě, její délka činila pouhých 5,9 km. V roce 1982 byla otevřena druhá linka s názvem Oost – Westlijn, která vedla ze stanice Capelsebrug do stanice Coolhaven.
Metro má v současné době pět linek značených písmeny a barvami: A (zelená), B (žlutá), C (červená), D (světle modrá) a E (tmavě modrá). Dohromady měří jeho síť 103,1 km, z nichž 17,7 je vedeno pod zemí. Soupravy metra zastavují v 70 stanicích.

## Síť tratí a linkové vedení
| Schéma rotterdamského metra                                   |                                                               |                                                               |                                               |
| Rotterdamské metro má pět linek označených písmeny a barvami: | Rotterdamské metro má pět linek označených písmeny a barvami: | Rotterdamské metro má pět linek označených písmeny a barvami: | Poznámka                                      |
| linka A                                                       | 24 stanic                                                     | 17,2 km dlouhá (do stanice Schiedam Centrum)                  | mimo špičku končí ve stanici Schiedam Centrum |
| linka B                                                       | 32 stanic                                                     | 43,1 km dlouhá                                                |                                               |
| linka C                                                       | 26 stanic                                                     | 30 km dlouhá                                                  |                                               |
| linka D                                                       | 17 stanic                                                     | 21 km dlouhá                                                  |                                               |
| linka E                                                       | 23 stanic                                                     | 27 km dlouhá                                                  | součást RandstadRail                          |